# پرکستان (سرباز)
پرکستان یا پروکستان روستایی در دهستان سرکور بخش مرکزی شهرستان سرباز استان سیستان و بلوچستان ایران است.

## جمعیت
بر پایه سرشماری عمومی نفوس و مسکن در سال ۱۳۹۵ جمعیت این روستا ۱۵۳ نفر (۴۰خانوار) بوده‌است.